# Адхимокша
Адхимокша (IAST: adhimokṣa; пали adhimokkha, тиб. མོས་པ།, Вайли mos pa) — буддийский термин, который переводится как «интерес», «усиленный интерес» или «решение». Им обозначают удержание объекта определённой формы; функция заключается в том, чтобы не упустить предмет.
Этим общим термином обозначают склонность к добродетельному объекту. Иногда его используют, чтобы обозначить вытекающую из непосредственного опыта стадию, которая предваряет убеждение; также встречается написание адхимукти.
В Абхидхамме Тхеравады адхимоккха считается одним из шести случающихся время от времени умственных факторов (пакиннака четасика). Входит в десятку главных вездесущих сопутствующих ментальных явлений (махабхумика), присутствующих во всех таксономиях дхармы школы Сарвастивада. Это один их пяти определяющих объект ментальных факторов в Йогачаре.

## Толкование

### Тхеравада
В «Абхидхамматха-сангахе» Ачарьи Ануруддхи говорится, что слово «адхимоккха» буквально означает «отпускание ума на объект». Поэтому термин переводится как «решение» или «решимость». Этому ментальному фактору свойственна убеждённость, функция ненащупывания и проявление решительности. Непосредственная причина адхимоккхи — это объект, в котором следует убедиться. Из-за его непоколебимой решимости в отношении объекта этот фактор подобен каменному столбу. Этот ментальный фактор помогает читте чётко определиться с объектом. При наличии адхимоккхи не может быть ни заблуждений, ни иллюзий, ни сомнений. Это решимость, средство принятия решения.

### Махаяна
В Абхидхарма-самуччае Асанги в отношении усиленного интереса говорится, что это значит придерживаться чего-то, что было определено, и его функция состоит в том, что его нельзя убрать.
По мнению Герберта Гюнтера, это осознание, благодаря которому человек придерживается того, что логически установлено разумом [юл-кан], что это так, а не иначе.